# Face (chanson)
Pour les articles homonymes, voir Face.
Singles de Globe
Can't Stop Fallin' in Love
(1996) Faces Places
(1997)
Face (titré en capitales : FACE) est le 8e single du groupe Globe, sorti en 1997.

## Présentation
Le single, coécrit, composé et produit par Tetsuya Komuro, sort le 15 janvier 1997  au Japon sur le label Avex Globe de la compagnie Avex, au format mini-CD single de 8 cm de diamètre (alors la norme pour les singles dans ce pays), deux mois et demi seulement après le précédent single du groupe, Can't Stop Fallin' in Love.
Comme le précédent, il atteint la première place du classement des ventes de l'Oricon, et reste classé pendant 14 semaines.
Il se vend à plus d'un million d'exemplaires, ce qui en fera le quatrième single le plus vendu de l'année 1997 au Japon, et il restera le deuxième single le plus vendu du groupe derrière Departures sorti précédemment.
La chanson-titre du single est utilisée comme générique du drama Kanojo-tachi no Kekkon de la chaine Fuji TV, ainsi que comme thème musical pour une publicité pour la compagnie de téléphonie NTT ; sa version instrumentale figure aussi sur le single, ainsi qu'une version remixée par Komuro ("Tristesse de l'amour mix").
Elle figurera dans une version remaniée sur le deuxième album du groupe, Faces Places, qui sortira deux mois plus tard, ainsi que par la suite sur ses compilations Cruise Record de 1999, 8 Years: Many Classic Moments de 2002, Globe Decade de 2005, Complete Best Vol.1 de 2007, et 15 Years -Best Hit Selection- de 2010. 
Elle sera aussi remixée sur ses albums de remix Euro Global de 2000, Global Trance de 2001, Ragga Globe de 2011, et EDM Sessions de 2013.

## Liste des titres
Les chansons sont écrites, composées, arrangées et mixées par Tetsuya Komuro (coécrites par Marc).
| CD    | CD                                                                | CD                                   | CD    | CD | CD | CD | CD | CD | CD |
| No    | Titre                                                             | Description                          | Durée |    |    |    |    |    |    |
| ----- | ----------------------------------------------------------------- | ------------------------------------ | ----- | -- | -- | -- | -- | -- | -- |
| 1.    | Face (Straight Run) (FACE [STRAIGHT RUN])                         | Version originale                    | 6:15  |    |    |    |    |    |    |
| 2.    | Face (Tristesse de l'amour mix) (FACE [TRISTESSE DE L'AMOUR MIX]) | Version remixée (par Tetsuya Komuro) | 6:35  |    |    |    |    |    |    |
| 3.    | Face (Instrumental) (FACE [INSTRUMENTAL])                         | Version instrumentale                | 6:15  |    |    |    |    |    |    |
| 19:05 |                                                                   |                                      |       |    |    |    |    |    |    |